# Binh Di
Il fiume Binh Di, chiamato Sông Bình Di in lingua vietnamita, è un effluente (o distributario) del Tonle Bassac. Ha inizio all'altezza della cittadina di Long Binh diramandosi verso sud-ovest dalla sponda destra del Bassac e per il suo intero percorso segna il confine tra la Cambogia ed il Vietnam. Termina la sua breve corsa di 12 km unendosi al fiume Takeo che dopo altri 28 km diventa tributario del Sông Hậu.